# Wärmekraftwerk Pasajes
Central térmica de Pasajes war ein Kohlekraftwerk, das von 1968 bis 2012 in Pasajes in Gipuzkoa im spanischen Baskenland in Betrieb war.

## Geschichte
Das Werk wurde in den 1960er Jahren im Auftrag von Iberduero auf staatlichem Hafengelände zwischen den Stadtgebieten von Pasajes de San Juan und Lezo errichtet und gehörte seit 1992 zu Iberdrola. Das Betriebsareal maß 34.000 m2 und wurde von einem 115 m hohen Schornstein überragt, dem seinerzeit höchsten der Provinz. Das Wärmekraftwerk verwendete Kohle als Hauptbrennstoff und Öl als Ersatzbrennstoff. Es bestand aus einem Kraftwerksblock mit einer installierten Leistung von 215 MW.
Am 7. Juni 2012 beantragte Iberdrola beim Industrieministerium die Schließung des Werks, die 30. November 2012 erfolgte. Der vollständige Rückbau wurde 2015 abgeschlossen.